# Prva crnogorska pivara
Prva crnogorska pivara Onogošt, vlasnik Crnogorac Vuko Krivokapić, svoje je pivo počela proizvodit 24. travnja 1896. godine u Nikšiću. 

## Povijest
Postrojenja su za 1400 fiorina bila kupljena u Trstu. U svibnju 1898. iz Praga su u Nikšić stigli Adolf Janauš i Adolf Švehva kako bi podigli kvalitetu piva. 
Do 1899. proizvodnja nikšićkoga piva je tri puta uvećana, no uvozna su piva bila bolja i jeftinija. 
Jedan broj nikšićkih trgovaca i zanatlija odlučio se 1908. godine podići novu pivovaru Trebjesa iz koje je prvo pivo izišlo na tržište 1911. godine.
Upravni odbor Prve crnogorske pivare je 5. prosinca 1913. donio odluku da pivovara preseli u Podgoricu, ali do toga nije došlo zbog Prvog svjetskog rata.
Nikšićka pivovara i danas postoji.

## Vanjske poveznice
- Iz povijesti crnogorskoga pivarstava[neaktivna poveznica]